# 정이황
정이황(2000년 3월 7일 ~ )은 한화 이글스의 야구선수이다.
22~23시즌에서는 호주에서 질롱 코리아 선수로 활동했다.